# مدار (المخادر)

تعديل مصدري - تعديل

مدار محلة تابعة لقرية هيوة، التابعة لعزلة الصفي بمديرية المخادر إحدى مديريات محافظة إب في الجمهورية اليمنية، بلغ تعداد سكانها 164 حسب تعداد اليمن لعام 2004.